# Gaddobanahalli, Koratagere
Gaddobanahalli là một làng thuộc tehsil Koratagere, huyện Tumkur, bang Karnataka, Ấn Độ.